# Язичок (анатомія)
Язичок, або піднебінний язичок (лат. uvula) — невеликий конічний відросток заднього краю м'якого піднебіння, що складається зі сполучної тканини. У людини і деяких інших приматів розташовується над коренем язика. Язичок має свої м'язові волокна і покритий слизовою оболонкою.

## Функція
Язичок грає найважливішу роль у формуванні звуків мови, зокрема, увулярних приголосних, артикульованих шляхом ударів піднебінного язичка по задній стінці носоглотки. Особливість мови, що виявляється в заміні нормативного альвеолярного звука [r] на увулярний [ʁ], [ɣ] або навіть гортанну змичку [ʔ], називається «ротацизмом».

## Патології
Запалення піднебінного язичка називається увуліт (лат. uvulitis). У деяких людей спостерігаються деякі аномалії розвитку язичка, наприклад, подвоєння (лат. bifid uvula) або розщеплення. У людей з ВПЛ на піднебінному язичку можуть з'явитися конусоподібні відростки, пов'язані з його безпосереднім інфікуванням шляхом мікропошкодження (наприклад після ангіни або застуди).